# 1987-es U16-os labdarúgó-világbajnokság
Az 1987-es U16-os labdarúgó-világbajnokságot Kanadában rendezték 1987. július 12. és július 25. között. 16 válogatott vett részt a tornán. A világbajnokságon 1970. augusztus 1. után született labdarúgók vehettek részt. A tornát a szovjet csapat nyerte meg.

## Résztvevők
| Szövetség                                         | Selejtező torna                                 | Csapatok                                  |
| ------------------------------------------------- | ----------------------------------------------- | ----------------------------------------- |
| AFC (Ázsia)                                       | 1986-os U17-es Ázsia-kupa                       | Katar · Dél-Korea · Szaúd-Arábia          |
| CAF (Afrika)                                      | 1987-es U16-os Afrika-kupa                      | Egyiptom · Elefántcsontpart · Nigéria     |
| CONCACAF (Észak és Közép-amerikai, Karibi térség) | 1987-es U16-os CONCACAF-aranykupa               | Egyesült Államok · Mexikó                 |
| CONMEBOL (Dél-Amerika)                            | 1986-os U16-os dél-amerikai Labdarúgó-bajnokság | Bolívia · Brazília · Ecuador              |
| OFC (Óceánia)                                     | 1987-es U16-os óceániai Selejtező-torna         | Ausztrália                                |
| UEFA (Európa)                                     | 1987-es U16-os labdarúgó-Európa-bajnokság       | Franciaország · Olaszország · Szovjetunió |
| Rendező ország                                    | Rendező ország                                  | Kanada                                    |

## Játékvezetők
| Afrika - Simon Bantsimba - Mohamed Hafez - Naji Jouini Ázsia - Itzhak Ben Itzhak - Ísza Rasíd al-Dzsasszász - Lee Do-Ha - Dzsászim Mandí Dél-Amerika - Jorge Orellano - Juan Ortubé Vargas - José Roberto Wright | Észak-, Közép-Amerika és a Karibi-térség - Arturo Brizio Carter - Dilvio Di Placido - Antonio Evangelista - Berny Ulloa Morera Európa - John Blankenstein - Kenneth Hope - Alekszej Nyikolajevics Szpirin Óceánia - Kenneth Wallace |

## Csoportkör
A csoportok első két helyezettje jutott tovább a negyeddöntőkbe, onnantól egyeneses kieséses rendszerben folytatódtak a küzdelmek.
A mérkőzések kezdési időpontjai helyi idő szerint vannak feltüntetve.
| Jelmagyarázat                                                            |
| ------------------------------------------------------------------------ |
| A csoportok első két helyezettje bejutott az egyenes kieséses szakaszba. |
| A csoportok harmadik és negyedik helyezettjei kiestek.                   |

### A csoport
| Csapat      | M | Gy | D | V | G+ | G– | Gk | P |
| ----------- | - | -- | - | - | -- | -- | -- | - |
| Olaszország | 3 | 2  | 1 | 0 | 5  | 1  | +4 | 5 |
| Katar       | 3 | 2  | 1 | 0 | 4  | 2  | +2 | 5 |
| Egyiptom    | 3 | 1  | 0 | 2 | 3  | 2  | +1 | 2 |
| Kanada      | 3 | 0  | 0 | 3 | 1  | 8  | –7 | 0 |

| 1987. július 12. 14:00 |

| Olaszország                      | 3–0               | Kanada |
| -------------------------------- | ----------------- | ------ |
| Melli 22' Pessotto 36' Gallo 68' | (2–0) Jegyzőkönyv |        |

| Toronto Nézőszám: 13 500 Játékvezető: Arturo Brizio Carter (mexikói) |

| 1987. július 12. 16:00 |

| Katar      | 1–0               | Egyiptom |
| ---------- | ----------------- | -------- |
| Hassan 21' | (1–0) Jegyzőkönyv |          |

| Toronto Nézőszám: 13 500 Játékvezető: Dilvio Di Placido (amerikai) |

| 1987. július 14. 18:00 |

| Olaszország    | 1–1               | Katar      |
| -------------- | ----------------- | ---------- |
| Cappellini 67' | (0–0) Jegyzőkönyv | Khairi 76' |

| Toronto Nézőszám: 5200 Játékvezető: Jorge Orellano (ecuadori) |

| 1987. július 14. 20:00 |

| Kanada | 0–3               | Egyiptom                           |
| ------ | ----------------- | ---------------------------------- |
|        | (0–1) Jegyzőkönyv | Hussain 14' Musaed 48' Ramadan 53' |

| Toronto Nézőszám: 5200 Játékvezető: Kenneth Wallace (új-zélandi) |

| 1987. július 16. 17:45 |

| Olaszország | 1–0               | Egyiptom |
| ----------- | ----------------- | -------- |
| Gallo 69'   | (0–0) Jegyzőkönyv |          |

| Toronto Nézőszám: 6500 Játékvezető: John Blankenstein (holland) |

| 1987. július 16. 19:45 |

| Kanada      | 1–2               | Katar                 |
| ----------- | ----------------- | --------------------- |
| Titotto 25' | (1–2) Jegyzőkönyv | Youssef 3' Sowaid 23' |

| Toronto Nézőszám: 6500 Játékvezető: Juan Ortubé Vargas (bolíviai) |

### B csoport
| Csapat           | M | Gy | D | V | G+ | G– | Gk | P |
| ---------------- | - | -- | - | - | -- | -- | -- | - |
| Elefántcsontpart | 3 | 2  | 1 | 0 | 3  | 1  | +2 | 5 |
| Dél-Korea        | 3 | 1  | 1 | 1 | 5  | 4  | +1 | 3 |
| Ecuador          | 3 | 1  | 0 | 2 | 1  | 2  | –1 | 2 |
| Egyesült Államok | 3 | 1  | 0 | 2 | 3  | 5  | –2 | 2 |

| 1987. július 12. 18:00 |

| Elefántcsontpart | 1–1               | Dél-Korea |
| ---------------- | ----------------- | --------- |
| Dea 9'           | (1–0) Jegyzőkönyv | Shin 53'  |

| St. John's Nézőszám: 1000 Játékvezető: Berny Ulloa Morera (Costa Rica-i) |

| 1987. július 12. 20:00 |

| Egyesült Államok | 1–0               | Ecuador |
| ---------------- | ----------------- | ------- |
| Crawley 47'      | (0–0) Jegyzőkönyv |         |

| St. John's Nézőszám: 1000 Játékvezető: Naji Jouini (tunéziai) |

| 1987. július 14. 18:00 |

| Elefántcsontpart | 1–0               | Egyesült Államok |
| ---------------- | ----------------- | ---------------- |
| Bassole 52'      | (0–0) Jegyzőkönyv |                  |

| St. John's Nézőszám: 2200 Játékvezető: Dzsászim Mandí (bahreini) |

| 1987. július 14. 20:00 |

| Dél-Korea | 0–1               | Ecuador   |
| --------- | ----------------- | --------- |
|           | (0–0) Jegyzőkönyv | Ramos 47' |

| St. John's Nézőszám: 2200 Játékvezető: Itzhak Ben Itzhak (izraeli) |

| 1987. július 16. 18:00 |

| Elefántcsontpart | 1–0               | Ecuador |
| ---------------- | ----------------- | ------- |
| Traore 68'       | (0–0) Jegyzőkönyv |         |

| St. John's Nézőszám: 2250 Játékvezető: Berny Ulloa Morera (Costa Rica-i) |

| 1987. július 16. 20:00 |

| Dél-Korea                       | 4–2               | Egyesült Államok     |
| ------------------------------- | ----------------- | -------------------- |
| Ro 25' Shin 50' Lee 65' Kim 72' | (1–1) Jegyzőkönyv | Snow 40' Deering 48' |

| St. John's Nézőszám: 2250 Játékvezető: Naji Jouini (tunéziai) |

### C csoport
| Csapat        | M | Gy | D | V | G+ | G– | Gk | P |
| ------------- | - | -- | - | - | -- | -- | -- | - |
| Ausztrália    | 3 | 2  | 0 | 1 | 3  | 4  | –1 | 4 |
| Franciaország | 3 | 1  | 1 | 1 | 4  | 3  | +1 | 3 |
| Szaúd-Arábia  | 3 | 1  | 1 | 1 | 2  | 1  | +1 | 3 |
| Brazília      | 3 | 0  | 2 | 1 | 0  | 1  | –1 | 2 |

| 1987. július 12. 18:00 |

| Brazília | 0–0         | Franciaország |
| -------- | ----------- | ------------- |
|          | Jegyzőkönyv |               |

| Montréal Nézőszám: 5400 Játékvezető: Lee Do-Ha (dél-koreai) |

| 1987. július 12. 20:00 |

| Szaúd-Arábia | 0–1               | Ausztrália |
| ------------ | ----------------- | ---------- |
|              | (0–0) Jegyzőkönyv | Horvat 71' |

| Montréal Nézőszám: 5400 Játékvezető: Antonio Evangelista (kanadai) |

| 1987. július 14. 18:00 |

| Brazília | 0–0         | Szaúd-Arábia |
| -------- | ----------- | ------------ |
|          | Jegyzőkönyv |              |

| Montréal Nézőszám: 4400 Játékvezető: Alekszej Nyikolajevics Szpirin (szovjet) |

| 1987. július 14. 20:00 |

| Franciaország                            | 4–1               | Ausztrália    |
| ---------------------------------------- | ----------------- | ------------- |
| Debève 14' 23' 31' Rincon 24' (11-esből) | (4–0) Jegyzőkönyv | Georgakis 73' |

| Montréal Nézőszám: 4400 Játékvezető: Simon Bantsimba (kongói) |

| 1987. július 16. 18:00 |

| Brazília | 0–1               | Ausztrália     |
| -------- | ----------------- | -------------- |
|          | (0–0) Jegyzőkönyv | Richardson 74' |

| Montréal Nézőszám: 5400 Játékvezető: Lee Do-Ha (dél-koreai) |

| 1987. július 16. 20:00 |

| Franciaország | 0–2               | Szaúd-Arábia          |
| ------------- | ----------------- | --------------------- |
|               | (0–2) Jegyzőkönyv | Zayed 18' Shalgan 34' |

| Montréal Nézőszám: 5400 Játékvezető: Alekszej Nyikolajevics Szpirin (szovjet) |

### D csoport
| Csapat      | M | Gy | D | V | G+ | G– | Gk | P |
| ----------- | - | -- | - | - | -- | -- | -- | - |
| Szovjetunió | 3 | 2  | 1 | 0 | 12 | 3  | +9 | 5 |
| Nigéria     | 3 | 1  | 1 | 1 | 4  | 4  | 0  | 3 |
| Mexikó      | 3 | 1  | 1 | 1 | 3  | 9  | –6 | 3 |
| Bolívia     | 3 | 0  | 1 | 2 | 6  | 9  | –3 | 1 |

| 1987. július 12. 18:00 |

| Szovjetunió | 1–1               | Nigéria |
| ----------- | ----------------- | ------- |
| Rusin 61'   | (0–2) Jegyzőkönyv | Eke 79' |

| Jeux Canada Games Stadium, Saint John Nézőszám: 2695 Játékvezető: José Roberto Wright (brazil) |

| 1987. július 12. 20:00 |

| Mexikó               | 2–2               | Bolívia                |
| -------------------- | ----------------- | ---------------------- |
| Landa 56' Romero 76' | (0–2) Jegyzőkönyv | Lobo 50' Cristaldo 53' |

| Jeux Canada Games Stadium, Saint John Nézőszám: 2695 Játékvezető: Mohamed Hafez (egyiptomi) |

| 1987. július 14. 18:00 |

| Szovjetunió                                                                          | 7–0               | Mexikó |
| ------------------------------------------------------------------------------------ | ----------------- | ------ |
| Matveev 13' 25' Nyikiforov 31' 51' Mushinka 47' Kagyirov 64' Bezhenar 72' (11-esből) | (3–0) Jegyzőkönyv |        |

| Jeux Canada Games Stadium, Saint John Nézőszám: 2335 Játékvezető: Kenneth Hope (skót) |

| 1987. július 14. 20:00 |

| Nigéria            | 3–2               | Bolívia                   |
| ------------------ | ----------------- | ------------------------- |
| Osundo 24' 66' 77' | (1–1) Jegyzőkönyv | Cristaldo 26' Arandia 70' |

| Jeux Canada Games Stadium, Saint John Nézőszám: 2335 Játékvezető: Ísza Rasíd al-Dzsasszász (kuvaiti) |

| 1987. július 16. 18:00 |

| Szovjetunió                                                    | 4–2               | Bolívia                               |
| -------------------------------------------------------------- | ----------------- | ------------------------------------- |
| Nyikiforov 28' Bezhenar 32' (11-esből) Asadov 44' Mushinka 50' | (2–0) Jegyzőkönyv | Urquiza 59' (11-esből) Etcheverry 73' |

| Jeux Canada Games Stadium, Saint John Nézőszám: 3300 Játékvezető: Kenneth Hope (skót) |

| 1987. július 16. 20:00 |

| Nigéria | 0–1               | Mexikó     |
| ------- | ----------------- | ---------- |
|         | (0–0) Jegyzőkönyv | Rivera 55' |

| Jeux Canada Games Stadium, Saint John Nézőszám: 3300 Játékvezető: José Roberto Wright (brazil) |

## Egyenes kieséses szakasz
|  |                         |                  |                         |                      |   |                  |                         |                      |                      |                      |               |       |       |
|  | Negyeddöntők            | Negyeddöntők     | Negyeddöntők            |                      |   | Elődöntők        | Elődöntők               | Elődöntők            |                      |                      | Döntő         | Döntő | Döntő |
|  | Negyeddöntők            | Negyeddöntők     | Negyeddöntők            |                      |   | Elődöntők        | Elődöntők               | Elődöntők            |                      |                      | Döntő         | Döntő | Döntő |
|  | július 19. – Toronto    |                  |                         |                      |   |                  |                         |                      |                      |                      |               |       |       |
|  |                         |                  |                         |                      |   |                  |                         |                      |                      |                      |               |       |       |
|  | A1                      | Olaszország      | 2                       |                      |   |                  |                         |                      |                      |                      |               |       |       |
|  | A1                      | Olaszország      | 2                       | július 22. – Toronto |   |                  |                         |                      |                      |                      |               |       |       |
|  | B2                      | Dél-Korea        | 0                       |                      |   |                  |                         |                      |                      |                      |               |       |       |
|  | B2                      | Dél-Korea        | 0                       |                      |   | Olaszország      | Olaszország             | 0                    |                      |                      |               |       |       |
|  | július 19. – Montréal   |                  |                         |                      |   | Olaszország      | Olaszország             | 0                    |                      |                      |               |       |       |
|  |                         |                  | Nigéria                 | Nigéria              | 1 |                  |                         |                      |                      |                      |               |       |       |
|  | C1                      | Ausztrália       | Nigéria                 | Nigéria              | 1 | 0                |                         |                      |                      |                      |               |       |       |
|  | C1                      | Ausztrália       |                         |                      |   | 0                | július 24. – St. John's |                      |                      |                      |               |       |       |
|  | D2                      | Nigéria          | 1                       |                      |   |                  |                         |                      |                      |                      |               |       |       |
|  | D2                      | Nigéria          | 1                       |                      |   | Olaszország      | Olaszország             | 1                    |                      |                      |               |       |       |
|  | július 19. – St. John's |                  |                         |                      |   | Olaszország      | Olaszország             | 1                    |                      |                      |               |       |       |
|  |                         |                  | Elefántcsontpart        | Elefántcsontpart     | 2 |                  |                         |                      |                      |                      |               |       |       |
|  | B1                      | Elefántcsontpart | Elefántcsontpart        | Elefántcsontpart     | 2 | 3                |                         |                      |                      |                      |               |       |       |
|  | B1                      | Elefántcsontpart | július 22. – St. John's |                      |   | 3                |                         |                      |                      |                      |               |       |       |
|  | A2                      | Katar            | 0                       |                      |   |                  |                         |                      |                      |                      |               |       |       |
|  | A2                      | Katar            | 0                       |                      |   | Elefántcsontpart | Elefántcsontpart        | 1                    | Bronzmérkőzés        | Bronzmérkőzés        | Bronzmérkőzés |       |       |
|  | július 19. – Saint John |                  |                         |                      |   | Elefántcsontpart | Elefántcsontpart        | 1                    | Bronzmérkőzés        | Bronzmérkőzés        | Bronzmérkőzés |       |       |
|  |                         |                  | Szovjetunió             | Szovjetunió          | 5 |                  |                         | július 25. – Toronto | július 25. – Toronto | július 25. – Toronto |               |       |       |
|  | D1                      | Szovjetunió      | Szovjetunió             | Szovjetunió          | 5 | 3                |                         | július 25. – Toronto | július 25. – Toronto | július 25. – Toronto |               |       |       |
|  | D1                      | Szovjetunió      |                         |                      |   |                  |                         | Nigéria              | Nigéria              | 1 (2)                |               |       |       |
|  | C2                      | Franciaország    | 2                       |                      |   |                  |                         | Nigéria              | Nigéria              | 1 (2)                |               |       |       |
|  | C2                      | Franciaország    | 2                       |                      |   | Szovjetunió      | Szovjetunió             | 1 (4)                |                      |                      |               |       |       |
|  |                         |                  |                         |                      |   | Szovjetunió      | Szovjetunió             | 1 (4)                |                      |                      |               |       |       |

### Negyeddöntők
| 1987. július 19. 14:00 |

| Olaszország              | 2–0               | Dél-Korea |
| ------------------------ | ----------------- | --------- |
| Cappellini 52' Gallo 54' | (0–0) Jegyzőkönyv |           |

| Toronto Nézőszám: 10 400 Játékvezető: Kenneth Wallace (új-zélandi) |

| 1987. július 19. 14:00 |

| Elefántcsontpart                | 3–0               | Katar |
| ------------------------------- | ----------------- | ----- |
| Bassole 16' Beda 52' Traore 66' | (1–0) Jegyzőkönyv |       |

| St. John's Nézőszám: 1500 Játékvezető: Berny Ulloa Morera (Costa Rica-i) |

| 1987. július 19. 14:00 |

| Ausztrália | 0–1               | Nigéria   |
| ---------- | ----------------- | --------- |
|            | (0–0) Jegyzőkönyv | Nwosu 59' |

| Montréal Nézőszám: 5200 Játékvezető: Antonio Evangelista (kanadai) |

| 1987. július 19. 14:00 |

| Szovjetunió                       | 3–2               | Franciaország        |
| --------------------------------- | ----------------- | -------------------- |
| Arutyunian 40' 60' Nyikiforov 76' | (1–0) Jegyzőkönyv | Adrian 49' Roche 65' |

| Saint John Nézőszám: 5000 Játékvezető: José Roberto Wright (brazil) |

### Elődöntők
| 1987. július 22. 20:00 |

| Olaszország | 0–1               | Nigéria   |
| ----------- | ----------------- | --------- |
|             | (0–0) Jegyzőkönyv | Nwosu 63' |

| Toronto Nézőszám: 20 000 Játékvezető: John Blankenstein (holland) |

| 1987. július 22. 19:00 |

| Elefántcsontpart | 1–5               | Szovjetunió                                   |
| ---------------- | ----------------- | --------------------------------------------- |
| Traore 57'       | (0–3) Jegyzőkönyv | Arutyunian 1' 38' Kaszimov 10' 56' Ruszin 77' |

| St. John's Nézőszám: 2500 Játékvezető: Arturo Brizio Carter (mexikói) |

### Bronzmérkőzés
| 1987. július 24. 19:00 |

| Olaszország     | 1–2 (h. u.)            | Elefántcsontpart |
| --------------- | ---------------------- | ---------------- |
| Bocchialini 57' | (0–1, 1–1) Jegyzőkönyv | Traore 17' 96'   |

| St. John's Nézőszám: 1000 Játékvezető: Antonio Evangelista (kanadai) |

### Döntő
| 1987. július 25. 15:00 |

| Nigéria       | 1–1 (h. u.)            | Szovjetunió   |
| ------------- | ---------------------- | ------------- |
| Osundo 11'    | (1–1, 1–1) Jegyzőkönyv | Nyikiforov 6' |
| Büntetőpárbaj |                        |               |
|               | 2–4                    |               |

| Toronto Nézőszám: 15 000 Játékvezető: José Roberto Wright (brazil) |

## Díjak
| Az 1987-es U16-os labdarúgó-világbajnokság győztese |
| --------------------------------------------------- |
| · Szovjetunió · 1. cím                              |

| 2. helyezett | 3. helyezett     | 4. helyezett |
| ------------ | ---------------- | ------------ |
| Nigéria      | Elefántcsontpart | Olaszország  |

| Golden Shoe   | Golden Ball   | FIFA Fair Play Díj |
| ------------- | ------------- | ------------------ |
| Moussa Traore | Philip Osundo | Szovjetunió        |

## Gólszerzők
5 gólos
- Jurij Nyikiforov
- Moussa Traoré

4 gólos
- Szergej Arutyunian
- Philip Osondu